# АІ-10
АІ-10 (М-10) — радянський поршневий 5-циліндровий зіркоподібний чотиритактний авіаційний двигун повітряного охолодження.
Був розроблений на ЗМКБ «Прогрес» під керівництвом Івченко Олександра Георгійовича. Завдання на розробку двигуна М-10 було отримано в 1946 р. Проектувався почалось 1947 р. У жовтні 1947 р. були виготовлені 3 дослідних екземпляри, які використовувались для заводських стендових випробувань. У травні 1948 р. М-10 пройшов державні випробування і був перейменований в АІ-10. Серійно двигун не виготовлявся.

## Застосування
АІ-10 проходив льотні випробування в 1948 р. на літаку По-2, в 1949 р. — на літаку Як-20.